# Calvanico
Calvanico é uma comuna italiana da região da Campania, província de Salerno, com cerca de 1.355 habitantes. Estende-se por uma área de 14 km², tendo uma densidade populacional de 97 hab/km². Faz fronteira com Fisciano, Giffoni Sei Casali, Giffoni Valle Piana, Montoro Superiore (AV), Serino (AV), Solofra (AV).

## Demografia
| Variação demográfica do município entre 1861 e 2011                               |
|                                                                                   |
| Fonte: Istituto Nazionale di Statistica (ISTAT) - Elaboração gráfica da Wikipedia |